# Dicrocaulon ramulosum
Dicrocaulon ramulosum là một loài thực vật có hoa trong họ Phiên hạnh. Loài này được (L.Bolus) Ihlenf. mô tả khoa học đầu tiên năm 1978.